# Psygmatocerus wagleri
Psygmatocerus wagleri là một loài bọ cánh cứng trong họ Cerambycidae.